# 시바의 여왕

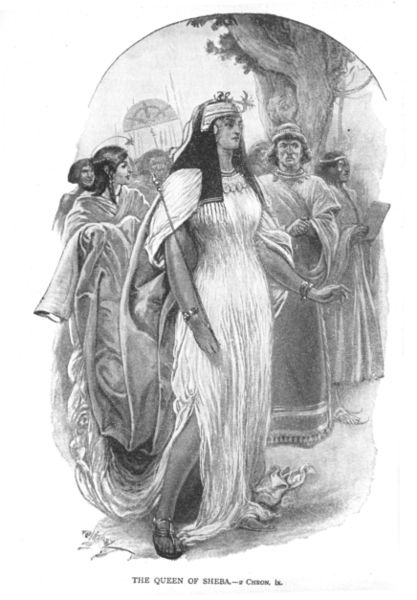
시바의 여왕

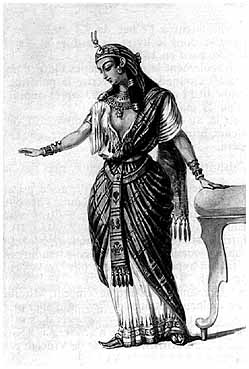
시바 여왕

시바 여왕(The Queen of Sheba)은 시바 왕국의 여왕이다. 유대교의 경전·구약 성경·에티오피아 서사시 등에 기록되어 있으며 오리엔트 지방에 널리 퍼진 전승이다.
현대 역사가들은 시바를 오늘날 예멘과 에티오피아에 있는 남아라비아의 사바 왕국과 동일시한다.

## 기록속의 시바여왕

### 성경
역대기하와 열왕기상에서 세바(스바)의 여왕은 이스라엘의 솔로몬 왕의 명성을 듣고 그를 시험하고자 값진 선물을 싣고 이스라엘을 방문한다. 스바 여왕의 질문에 솔로몬이 거침없이 답하자 스바 여왕은 솔로몬 왕에게 선물을 주고(향료와 금과 보석) 솔로몬 왕도 이에 답례하여 여러 선물을 주었다. 스바 여왕은 다시 시종을 거느리고 돌아갔다고 전한다.
누가복음에서 예수는 자신의 말씀을 듣지 않은 세대를 향해 솔로몬의 지혜를 듣기 위해 먼 길을 찾아온 남방 여왕이 솔로몬보다 큰 자신의 말씀을 듣지 않는 이 세대를 정죄할 것이라고 말하고 있다.

### 에티오피아
에티오피아의 건국 서사시인 케브라 나가스트에는 시바의 여왕 이름을 마케다로 기록하고 있다. 시바 왕국은 홍해의 양쪽 연안으로 넓은 영토를 가지고 있었다고 한다. 솔로몬은 세바의 여왕과 사랑에 빠져 그녀를 책략에 빠뜨려 하룻밤을 보내게 되는데 이때 태어난 이가 에티오피아의 초대 황제인 메넬리크 1세라고 한다. 메넬리크는 성장하여 솔로몬을 만나서 법률과 신학을 배웠으며 솔로몬에게 언약궤를 받아 왔다고 한다.

## 같이 보기
- 하드라마우트